# Olechowskaja (rejon wożegodski)
Olechowskaja (ros. Олеховская) – wieś w Rosji, w rejonie wożegodskim obwodu wołogodzkiego. W 2010 r. liczyła 29 mieszkańców.